# 斯科特縣 (田納西州)
斯科特縣（英語：Scott County）是美國田納西州東北部的一個縣，北鄰肯塔基州。面積1,381平方公里。根據美國2000年人口普查，共有人口21,127人。縣治亨茨維爾 (Huntsville)。
成立於1849年。縣名紀念軍事家、代表輝格黨參加1852年美國總統選舉的溫菲爾德·斯科特 (Winfield Scott)。